# Micovirus
Els micovirus (del grec: μύκης mykes: fong i el llatí virus) són virus que infecten fongs. La majoria dels micovirus tenen ARN de doble cadena (dsRNA) però aproximadament un 30% tenen una cadena simple (ssRNA) (Pearson et al., 2009; Bozarth et al., 1972). Molts elements d'ARN no infecten fongs en estat saludable i aleshores s'anomenen virus com partícules (virus like particles o VLPs.

## Micovirologia
La micovirologia (Ghabrial&Suzuki, 2009) és l'estudi dels virus que infecten els fongs o micovirus. És una subdivisió del camp de la virologia i descriu la taxonomia, rang dels hostes, origen i evolució, transmissió i moviment dels micovirus i el seu impacte en el fenotip de l'hoste.

## Història
El primer registre d'impacte econòmic dels micovirus en els fongs va ser en els xampinyons cultivats (Agaricus bisporus) a la darreria dels anys 1940 i va ser dit malaltia de La France (Hollings, 1962).
Els símptomes de la malaltia La France o malaltia X inclouen:
- Collita total reduïda
- Creixement dels micelis lent i aberrant
- Teixits remullats
- Malformació
- Maduració prematura
- Increment del deterior postcollita[6]

Els xampinyons no mostren resistència als microvirus i el control de la malaltia és per la via de la higiene.
El micovirus més ben conegut és Cryphonectria parasitica hipovirus 1 (CHV1). Utilitzant el CHV1 s'ha tingut èxit en el biocontrol del fong que ataca els castanyers a Europa i a més és un organisme model per estudiar la hipovirulència en els fongs.

## Incidència
Els micovirus són comuns en els fongs (Herrero et al., 2009) i es troba en tots els quatre fílums dels fongs veritables: Chytridiomycota, Zygomycota, Ascomycota i Basidiomycota.